# CFL série 800
La série 800 est une série de six locomotives diesel-électriques de la Société nationale des chemins de fer luxembourgeois (CFL).
Les six machines ont été livrées en 1954 par AFB (Belgique) sous licence General Motors - EMD (Electro Motive Division).
La série a été progressivement retirée du service entre 2004 et 2014. 3 exemplaires sont préservés.

## Histoire
- Comme la plupart des compagnies de chemin de fer nationales, les CFL mettent en œuvre un plan de remplacement de la traction diesel après la seconde Guerre mondiale. À l'époque, il n'est pas encore question de locomotives polyvalentes et plusieurs séries sont envisagés, même si l'effectif de chacune est limité dans une société comme les CFL.
- Un besoin pour une locomotive de manœuvre lourde et de cabotage de 750 cv est identifié et une proposition basée sur la SW8 de General Motors est sélectionnée et commandée en 1953 pour 40 millions de francs luxembourgeois.
- En 2004, deux motrices sont retirées du service (dont la 801 accidentée au triage de Bettembourg le 30 mars) et une troisième en 2005.
- En 2010, la 804 est versée dans la collection du Service des sites et monuments nationaux alors que la 806 est rachetée par l'association belge PFT.
- La 802 reste encore maintenue en réserve jusqu'en 2015, où elle est à son tour acquise par l'association belge le PFT.